# 潘捷列伊莫诺夫卡
潘捷列伊莫诺夫卡（羅馬化：Panteleimonivka）又译为潘泰莱伊莫尼夫卡，是烏克蘭東部頓涅茨克州霍尔利夫卡区霍尔利夫卡市镇内的鎮，目前實際由俄羅斯控制。該鎮分別距離戈尔洛夫卡19公里和首府頓涅茨克32公里，海拔高度180米，2022年人口数量为7,727人。
根据俄罗斯卫星通讯社消息，该镇在2022年2月28日和6月14日分别遭到乌克兰军队的炮击。